# Feliks Daszyński (działacz socjalistyczny)
Feliks Daszyński ps. Ślaz (ur. 1863 w Zbarażu, zm. 9 kwietnia 1890 w Merano) – galicyjski działacz socjalistyczny i lewicowy publicysta.

## Życiorys
Urodził się w 1863 w Zbarażu, w rodzinie Ferdynanda Daszyńskiego (1816–1875) i Kamili Mierzeńskiej h. Leliwa (1834–1895). Był bratem Tomasza (1859–1927), Piotra (ur. 1862), Zofii po mężu Baranieckiej (1871–1893) oraz Ignacego Ewarysta, premiera i marszałka Sejmu II RP.
Publikował swe artykuły m.in. w Przedświcie i Walce klas.
W 1888 w Zurychu ożenił się z poznaną na studiach Zofią z Poznańskich, późniejszą senator II RP.